# Groupement d'Importation et de Répartition des Métaux
Le GIRM (Groupement d'Importation et de Répartition des Métaux) fournit le cours du cuivre en cathode ayant subi une transformation et coté en euros, à la différence du LME (London Metal Exchange) qui fournit le cours du cuivre brut coté en dollars à la bourse de Londres.
La formule de conversion entre le LME et le GIRM est donc la suivante :
GIRM € = LME $ x Change €/$ + prime + transport
Ce groupement fait partie du Groupe Nexans. Cette entité assure au Groupe Nexans la couverture nécessaire pour diminuer le risque lié à l'évolution des prix des marchés boursiers.